# Haltichella inermis
Haltichella inermis är en stekelart som beskrevs av Schmitz 1946. Haltichella inermis ingår i släktet Haltichella och familjen bredlårsteklar. Inga underarter finns listade i Catalogue of Life.